# Ludwig Huber (Imker)
Ludwig Huber (* 2. Februar 1814 in Kippenheimweiler; † 10. Oktober 1887 in Hohberg-Niederschopfheim) war ein deutscher Imker. Er gilt als der „Vater der badischen Imker“.

## Leben
Ludwig Huber wurde 1814 in Kippenheimweiler als Sohn eines Lehrers geboren. Da er nach dem frühen Tod seines Vaters mit 16 Jahren nach dem Tod seiner Mutter Vollwaise geworden war, konnte er nur mit Hilfe seines Ortslehrers von 1830 bis 1832 das Lehrerseminar in Rastatt besuchen. Zuerst Unterlehrer in Friesenheim mit kargem Gehalt, wurde er bei ebenso kargem Entgelt als Hauptlehrer nach Oberschopfheim versetzt. Auf der Suche nach einem Nebenverdienst stieß der Junglehrer auf das Bändchen des badischen Pfarrers Johann Baptist Vogelbacher (1785–1850) über eine „Anleitung zur nützlichen Bienenzucht besonders für den Landmann und die Schulen“, das 1838 an alle Lehrer im Großherzogtum Baden verteilt worden war. Bald darauf hielt Ludwig Huber über 50 Bienenvölker, um 1870 waren es an die 200. Theoretisch und praktisch befasste sich Ludwig Huber mit der damals notleidenden Imkerei und wurde zum „badischen Bienenvater“. So beschaffte er 1847 als erster Imker in Baden die neuen Dzierzon-Beuten mit mobilen Rahmen. Huber starb 1887 in Hohberg-Niederschopfheim.
Er verfasste das Handbuch über Die neue, nützlichste Bienenzucht, das noch zu seinen Lebzeiten die 10. Auflage und bis zur Mitte des 20. Jahrhunderts 19 Auflagen erlebte. Huber wurde zu einem Wegbereiter des badischen Bienenvereins, dem bei seiner Gründung 1857 nur elf Mitglieder angehörten. Als Schriftleiter des Monatsblattes Die Biene und ihre Zucht war Huber bis zu seinem Tod 1887 tätig.
Sein Sohn Ludwig Huber (1847–1909) und sein Enkel Friedrich Huber (1880–1931) waren ebenfalls bekannte Imker.